# Клован, Янис
Янис Янович Клован (Янис Клованс; 9 апреля 1935, Салдус — 5 октября 2010, Рига) — латвийский, ранее советский шахматист, международный мастер (1976), гроссмейстер (1997), гроссмейстер ИКЧФ (2001). Экономист. 
Многократный чемпион Латвийской ССР и ВС СССР. Участник 4 чемпионатов СССР (1963—1975; лучший результат: 1968 — 7—11-е место) и Спартакиад народов СССР (в составе команды Латвийской ССР). Чемпион Европы по переписке в командном зачёте (1978—1982 и 1983—1988). Победитель международного турнира в Ленинграде (1974, чемпионат Спортивного клуба дружественных армий). Лучшие результаты в других международных соревнованиях (список на 1987 год): Приморско (1976) — 1—4-е; Юрмала (1978) — 8—10-е; Поляница-Здруй (1980) и Юрмала (1983) — 5—8-е места.
Участник двух шахматных олимпиад в составе сборной Латвии (1992, 2000).
3-кратный чемпион мира среди ветеранов (сеньоров; 1997, 1999, 2001).
В конце 1967 года женился на многократной чемпионке республики Астре Эргле.

## Изменения рейтинга
| Графики недоступны из-за технических проблем. См. информацию на Фабрикаторе и на mediawiki.org. |

## Награды
- Крест Признания IV степени (2009)[3]